# 岸井寿郎
岸井 寿郎（きしい としろう、1891年5月28日 - 1970年10月1日 ）は、日本の実業家、政治家。
元衆議院議員（通算1期）。岸井成格（毎日新聞特別編集委員）の実父。

## 来歴・人物
香川県豊田郡常磐村（現 観音寺市村黒町）出身。旧制香川県立三豊中学校、旧制第三高等学校を経て、東京帝国大学法学部英法科卒業。『連盟を脱退すべし』『満洲の我移民村』等の著書を刊行。
1917年（大正6年）東京帝国大学卒業。満洲旅行、司法官試補を経て、1919年（大正8年）11月に大阪毎日新聞入社、東京日日新聞社に勤務する。
1924年（大正13年）同社印刷部長に昇進。創立以来、社会教育協会評議員として参加。1927年（昭和2年）より1年4ヶ月間、欧米各国を視察。1930年（昭和5年）同社政治部長兼印刷局次長に昇進。
1932年（昭和7年）4月19日から5月10日かけて大阪毎日新聞に『連盟を脱退すべし』を連載し国際連盟の無益有害なることを強調し「世界は今渦の如くわき立っている、国内的に、国際的に、目まぐるしく流転を始めている、日本は先ず自己を知れ、周境を知れ、そして退いて自己を守れ、外交的御附合のつもりで危険な連盟に長尻は無用だ、速かに脱退して自己の覚悟に徹底しなければならぬ。」と世論に訴え、日本の国際連盟脱退を躊躇する政界上層部と連盟利用論者を非難。
1933年（昭和8年）同社営業局次長に昇進。創立以来、大アジア協会理事を務める。1934年（昭和9年）1月より6ヶ月間、北米を視察。1937年（昭和12年）大阪毎日新聞社を退社。
1938年（昭和13年）南羽鉱業社長に就任。1941年（昭和16年）同社を退社。1942年（昭和17年）4月に第21回衆議院議員総選挙に郷里の香川県第2区から翼賛政治体制協議会の推薦を受け出馬、当選する。1945年（昭和20年）12月まで大蔵省委員、内閣委員として国政に参画した。
その後、公職追放を経て、実業界に入り、日本デリス社長、協和鉱業社長、中央広告通信会長を歴任。1966年（昭和41年）10月から毎週日曜夕刊「東京ポスト」を発行、50万部無料配布を3年6ヶ月間行った。
1970年（昭和45年）10月1日に79歳で没した。

## 著書
- 『連盟を脱退すべし』（浅野書店）（1932年6月）[11]
- 『国際連盟脱退論』（浅野書店）（1932年11月）[11]
- 『満洲の我移民村』（成美堂）（1934年1月）[11]